# Abaza Mehmed paša
Abaza Mehmed paša (abchazsky Меҳмеҭ Росҭом-иҧа Лакырба, turecky Abaza Mehmed Paşa, 21. ledna 1576 – 24. srpna 1634 Istanbul) byl osmanský paša abchazského původu.
Původně byl osmanským zajatcem, ale podařilo se mu udělat rychlou kariéru.

## Kariéra
Nejprve byl bejlerbejem (krajským náčelníkem) Maraşu, pak Erzurumu. V té době janičáři zavraždili Osmana II. a Abaza Mehmed se rozhodl proti nim bojovat v rámci Abazova povstání, když byl sice 17. listopadu 1622 formálně sesazen Vysokou portou, ale nadále se prohlašoval za věrného říši, vedl boj proti neoblíbeným janičářům a fakticky ovládal oblast střední Anatolie. Přestože proti němu porta nakonec vyslala armádu a jeho armáda byla i kvůli přeběhlíkům poražena 14. srpna 1624 u Kayseri, v rámci vyjednávání se mu podařilo portu přesvědčit o svých věrných úmyslech a ta ho potvrdila ve funkci.
Podruhé se vojensky postavil proti osmanské armádě v rámci osmansko-safíovské války probíhající v letech 1623–1639, když v srpnu 1627 safíovská armáda ohrožovala Achalciche a on dostal za úkol vojensky podpořit osmanskou armádu. Požádal o vrchní velení, v čemž mu nebylo vyhověno. Pak sice poslal na bojiště svou armádu, ale místo podpory osmanské armády na ni ve vhodnou chvíli zaútočil. Když jej následně v září 1628 oblehl nový velkovezír Gazi Hüsrev paša, rozhodl se k 18. září 1628 vzdát, ale opět se mu podařilo ubránit se zásadnímu potrestání. Byl sultánem Muradem IV. pouze odeslán z Erzurumu, kde měl z hlediska vlády nebezpečnou místní podporu, a stal se bejlerbejem bosenského ejáletu v Evropě, kterým byl v letech 1628–1629. Pak byl bejlerbejem Silistry.
Jako hlavní velitel vedl osmanskou armádu v polsko-turecké válce v letech 1633 až 1644, kterou sám započal. V té ale Poláci pod vedením Stanisława Koniecpolského porazili jeho armádu 22. října 1633 v bitvě u Paniowců. Následně jej Murad IV. nechal 24. srpna 1634 popravit.